# Lena Sandlin
Eva Lena Birgitta Sandlin, tidigare Sandlin-Hedman, född 24 mars 1969 i Staffans församling i Gävle, är en svensk politiker (socialdemokrat), som var riksdagsledamot 1994–2004 för Västerbottens läns valkrets.
I riksdagen var hon ledamot i skatteutskottet och trafikutskottet samt suppleant i kulturutskottet, utbildningsutskottet och trafikutskottet. Mellan 2005 och 2006 var Sandlin ordförande för Riksteatern.
I augusti 2012 aviserade hon sin avgång som politisk chefredaktör för tidningen Västerbottens Folkblad, en tidning hon regelbundet skrivit ledare för. Hon arbetar sedan januari 2022 som kanslichef för Umeåregionen inom kommunen och är gift med Nils Sandlin.
Lena Sandlin är dotter till framlidne ishockeytränaren Tommy Sandlin.